# 臭化カルシウム
臭化カルシウム（しゅうかカルシウム、英Calcium bromide）はカルシウムの臭化物で、化学式CaBr2で表される。無水のものと、二水和物とがある。

## 用途
サリチル酸ナトリウム・ジブカイン塩酸塩と配合して局所麻酔用注射薬(ネオビタカインなど)の安定剤とされる。塩酸ジフェンヒドラミンと配合して、アレルギー鼻炎用医薬品（レスカルミン）に使用される。

## 危険性
不燃性であるが、加熱や強酸との接触により有害なフュームが生じる。吸入により咳、皮膚の接触や眼に入ることにより発赤や痛み、経口投与により喉の痛みや吐き気などの症状が現れる。